# Selezioni giovanili della nazionale maschile di pallacanestro dell'Albania
Le selezioni giovanili della nazionale maschile di pallacanestro dell'Albania sono gestite dalla Federazione cestistica dell'Albania e partecipano ai tornei cestistici internazionali maschili, per squadre nazionali, limitatamente a specifiche classi d'età.

## Universitaria
Rappresenta la selezione dei migliori atleti universitari della nazionale albanese.

### Partecipazioni
- 1970 - 24°

## Under-20
Rappresenta i migliori giocatori di nazionalità albanese di età non superiore ai 20 anni. Partecipa a tutte le manifestazioni internazionali giovanili di pallacanestro per nazioni gestite dalla FIBA.
Nel corso degli anni questa selezione ha subito alcuni cambiamenti nel nome, dovuti agli adeguamenti nelle normative della FIBA in fatto di classificazione delle categorie giovanili.
Agli inizi la denominazione originaria era Nazionale Juniores, in quanto la FIBA classificava le fasce di età sotto i 22 anni con la denominazione "juniores". In seguito, denominazione e fasce di età sono state equiparate, divenendo Nazionale Under 22. Dal 2000, la FIBA ha modificato nuovamente il tutto, equiparando sotto la dicitura "under 20" sia denominazione che fasce di età. Da allora la selezione ha preso il nome attuale.

### Piazzamenti
Fino ad adesso, ha partecipato solo agli Europei di Division B.

## Under-18
Rappresenta i migliori giocatori di nazionalità albanese di età non superiore ai 18 anni. Partecipa a tutte le manifestazioni internazionali giovanili di pallacanestro per nazioni gestite dalla FIBA.
Nel corso degli anni questa selezione ha subito alcuni cambiamenti nel nome, dovuti agli adeguamenti nelle normative della FIBA in fatto di classificazione delle categorie giovanili.
Agli inizi la denominazione originaria era Nazionale Cadetti, in quanto la FIBA classificava le fasce di età sotto i 22 anni con la denominazione "cadetti". In seguito, denominazione e fasce di età sono state equiparate, divenendo Nazionale Cadetti. Dal 2000, la FIBA ha modificato nuovamente il tutto, equiparando sotto la dicitura "under 18" sia denominazione che fasce di età. Da allora la selezione ha preso il nome attuale.

### Piazzamenti
Fino ad adesso, ha collezionato partecipazioni agli Europei di Division B, alternate a retrocessioni in Division C.

## Under-16
Rappresenta i migliori giocatori di nazionalità albanese di età non superiore ai 16 anni. Partecipa a tutte le manifestazioni internazionali giovanili di pallacanestro per nazioni gestite dalla FIBA.
Nel corso degli anni questa selezione ha subito alcuni cambiamenti nel nome, dovuti agli adeguamenti nelle normative della FIBA in fatto di classificazione delle categorie giovanili.
Agli inizi la denominazione originaria era Nazionale Allievi, in quanto la FIBA classificava le fasce di età sotto i 22 anni con la denominazione "allievi". In seguito, denominazione e fasce di età sono state equiparate, divenendo Nazionale Allievi. Dal 2000, la FIBA ha modificato nuovamente il tutto, equiparando sotto la dicitura "under 16" sia denominazione che fasce di età. Da allora la selezione ha preso il nome attuale.

### Piazzamenti
Fino ad adesso, ha collezionato partecipazioni agli Europei di Division B, alternate a retrocessioni in Division C.